# Vinter-OL 1940
Vinter-OL 1940 skulle have været afholdt i Sapporo, Japan, men legene blev aldrig holdt pga. udbruddet af 2. verdenskrig. Officielt ville de have heddet De V Olympiske Vinterlege. 
Sapporo blev valgt til at afholde legene, men Japan måtte give rettigheden tilbage til IOC, da den anden japansk-kinesiske krig brød ud i 1937. IOC besluttede så at give legene til St. Moritz, Schweiz, men grundet uenigheder mellem den schweiziske organisation og IOC blev legene frataget dem igen. IOC gav dernæst legene til Garmisch-Partenkirchen, Tyskland. Men tre måneder senere brød 2. verdenskrig ud, og legene blev aflyst i november 1939.
St. Moritz afholdt senere vinter-OL 1948, og Sapporo afholdt vinter-OL 1972. Garmisch-Partenkirchen havde tidligere været vært for vinter-OL 1936.

## Ekstern henvisning
- Officiel rapport fra organisationskomiteen Arkiveret 19. januar 2012 hos  Wayback Machine (PDF, 12 MB)